# Rio Chiuruţul de Mijloc
O Rio Chiuruţul de Mijloc é um rio da Romênia, afluente do Lăzarea, localizado no distrito de Harghita.